# Estaminodio

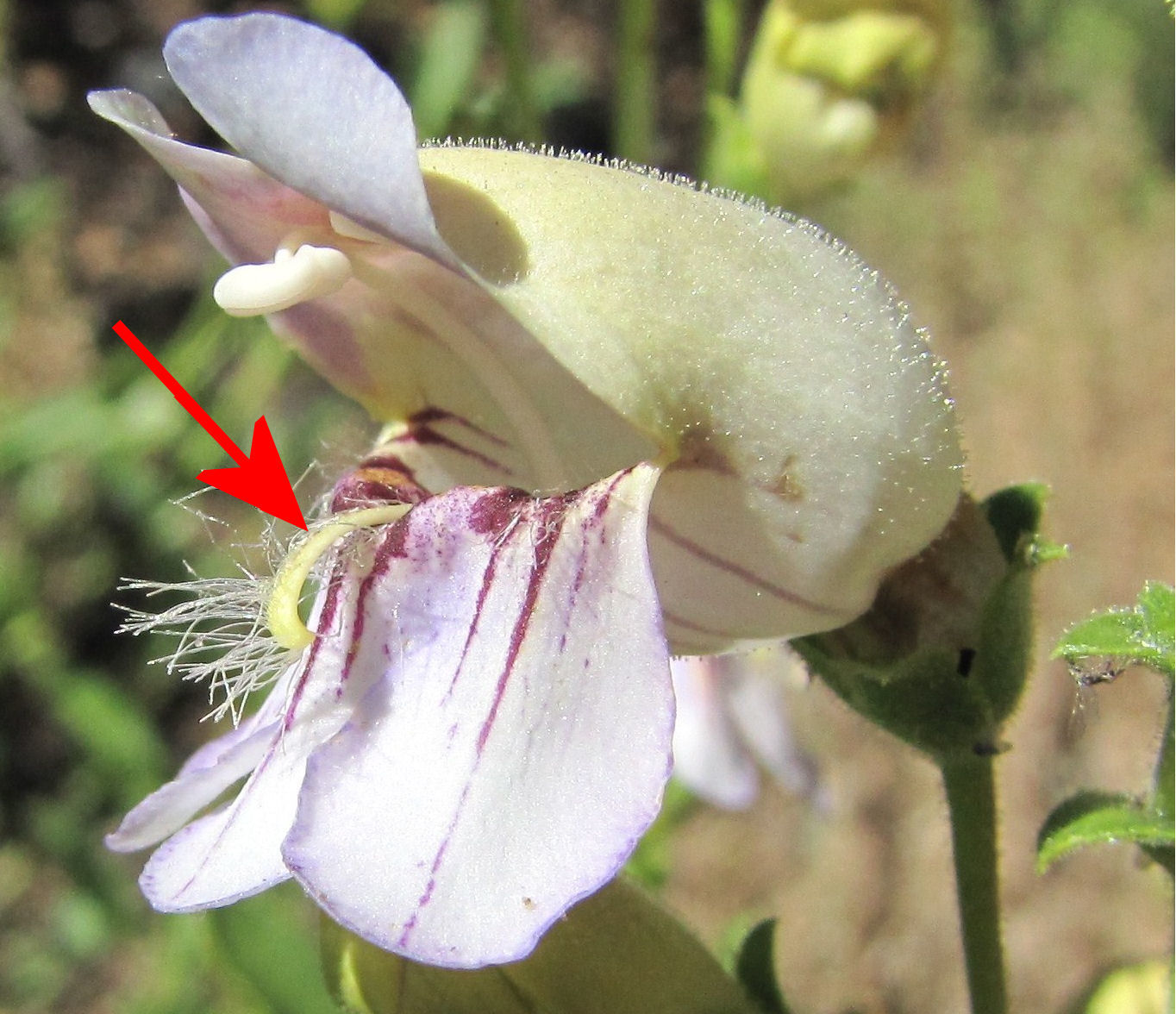
La flecha roja señala el estaminodio velludo en una flor de Penstemon grinnellii.

En botánica, un estaminodio es a menudo un estambre rudimentario, estéril o abortado. Esto significa que no produce polen.
Los estaminodios están frecuentemente disimulados y parecen estambres, normalmente ocurre en el verticilo interior de la flor.
A veces, los estaminodios están modificados para producir néctar, como en la "planta del sortilegio" (Hamamelis).
Los estaminodios pueden ser una característica decisiva para diferenciar entre especies, especialmente en el género de orquídeas Paphiopedilum.